# Fusanosuke Gotō
Pour les articles homonymes, voir Goto.
Fusanosuke Gotō (後藤 房之助, Gotō Fusanosuke), né le 14 novembre 1879 à Kurihara dans la préfecture de Miyagi au Japon et décédé à l'âge de 44 ans le 31 juillet 1924 dans cette même ville, est un soldat de l'armée impériale japonaise qui se distingua lors de l'incident des monts Hakkōda.
En janvier 1902, 210 soldats du 2e bataillon du 5e régiment d'infanterie furent surpris par une tempête de neige lors de la traversée des monts Hakkoda au départ d'Aomori pour un exercice militaire qui visait à aguerrir les hommes au climat froid. L'équipe de secours découvrit Gotō, ce qui mena à la découverte de la troupe entière. Ses bras et ses jambes durent être amputés à cause des gelures.
Après l'incident, il se retira de l'armée et retourna dans sa ville natale où il devint membre de l'assemblée du village avant de mourir d'une hémorragie cérébrale.
Dans le livre de Jirō Nitta, Marche vers la mort sur le mont Hakkoda, une semi-fiction de l'incident, Gotō est représenté par le personnage du caporal Etō.

## Source de la traduction
- (en) Cet article est partiellement ou en totalité issu de l’article de Wikipédia en anglais intitulé « Fusanosuke Gotō » (voir la liste des auteurs).